# アイベク駅
アイベク駅（ウズベク語: Oybek bekati）は、ウズベキスタンのタシュケントミラバード地区にある、タシュケント地下鉄ウズベキスタン線の駅。駅名はウズベキスタンの詩人アイベクから採られた。

## 沿革
1984年12月8日にアリシェル・ナヴォイ-タシュケント間の開通時に駅開業。
2001年10月26日にユヌサバード線のミング・オリク駅が開業し当駅と接続。乗換駅となる。

## 駅構造
島式ホーム1面2線を有する地下駅。プラットホームの柱は耐震性を兼ね備えた一本柱構造を採用しており、柱は赤い大理石で覆われておりセラミックの装飾が施されている。その他、ホームの壁などは大理石や花崗岩、セラミックで装飾されている。
ホームから出口への階段はホーム両端にあり、改札口も別個に設置されている。改札口は入口・出口で分けられており、入口側はセキュリティチェックがある。ユヌサバード線のミング・オリク駅への乗り換えはホーム中程にある下り階段を経由する。

## 駅周辺
- アイベク通り（ウズベク語版）
- アフラシヤブ通り（ウズベク語版）
- シャフリサブズ通り（ウズベク語版）
- ショタ・ルスタヴェリ通り（ウズベク語版、英語版）
- タシケント国立東洋研究所（ウズベク語版、英語版）
- タシケント製薬研究所（ウズベク語版）
- 在ウズベキスタン韓国大使館

## 隣の駅
タシュケント地下鉄
 ウズベキスタン線
コスモナフトラル駅 - アイベク駅 - タシュケント駅